# 亞洲衛星

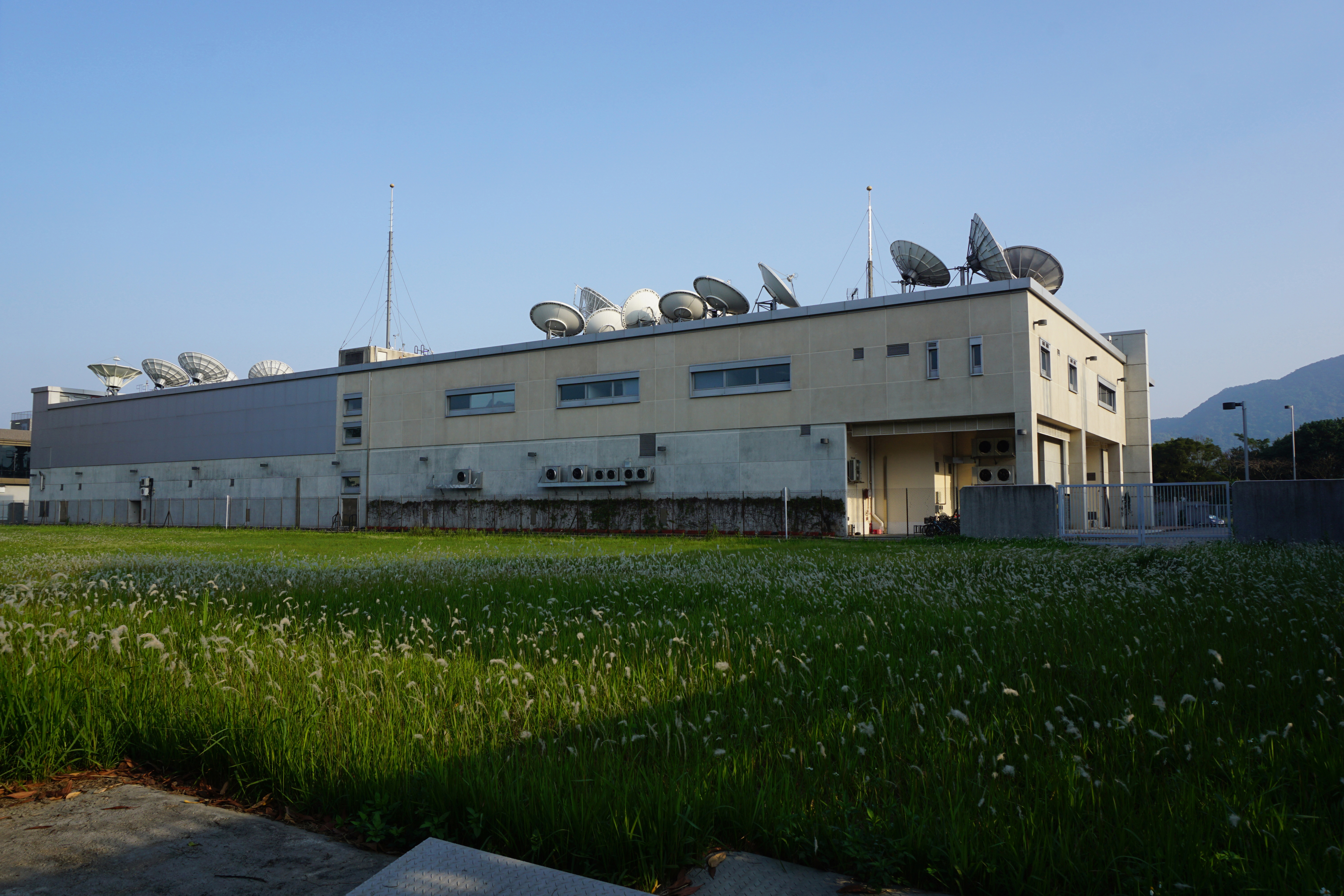
亞洲衛星大埔地面站

亞洲衛星控股有限公司，簡稱亞洲衛星控股，以及亞洲衛星（英語：Asia Satellite Telecommunications Holdings Limited，港交所除牌前：1135.HK），在1988年，由多個投資者組成，現時主要股東為中信股份及凱雷集團。主要營運衛星通信業務，包括電視廣播、衛星通信等服務。
亞洲衛星2019年8月23日公佈，亞洲衛星將會成為Bowenvale的私人全資擁有子公司，亞洲衛星的股份於2019年9月5日撤銷在香港聯交所的上市地位。

## 歷史
股份在1996年6月19日於香港交易所主板上市，擁有亞洲三號S衛星、亞洲四號衛星，亞洲五號衛星、亞洲六號衛星、亞洲七號衛星，亞洲八號衛星及亞洲九號衛星等衛星，總部位於香港灣仔港灣道25號海港中心12樓，董事會主席為Gregory M. ZELUCK 。
曾在紐約證券交易所上市，受薩班斯法案影響除牌。另外，過往曾被股東兩間公司私有化，但受美國國防部反對而被迫擱置。2012年4月初再次以每股現金22港元計劃私有化，但7月中再被否決。
2014年12月，凱雷集團以35.76億港元向中信集團購入亞洲衛星36.84%股權，每股作價24.82元。
凱雷集團與中信股份仍組成合營控股公司Bowenvale Limited控制亞洲衛星。
亞洲衛星2019年8月23日公佈，亞洲衛星將會成為Bowenvale的私人全資擁有子公司，亞洲衛星的股份於2019年9月5日撤銷在香港聯交所的上市地位。